# Samuel Amo-Ameyaw
Samuel Amo-Ameyaw (Inglaterra, 18 de julio de 2006) es un futbolista británico que juega como centrocampista en el R. C. Estrasburgo de la Ligue 1.

## Trayectoria
Se incorporó al Southampton F. C. procedente del Tottenham Hotspur F. C. en agosto de 2022 con dieciséis años, tras haber rechazado, al parecer, la oferta de un contrato de beca con los Spurs. Las indemnizaciones que el Southampton debía a los Spurs se aproximaban al millón de libras por Amo-Ameyaw y su compañero de equipo Jayden Meghoma, que hicieron el mismo viaje. Al comentar la decisión, dijo que eligió el Southampton por la vía más clara hacia el primer equipo. Formó parte del equipo sub-18 del Southampton que alcanzó las semifinales de la FA Youth Cup en abril de 2023.
Debutó en la Premier League el 28 de mayo de 2023 sustituyendo en la segunda parte a James Ward-Prowse en el partido que el Southampton jugó en casa contra el Liverpool F. C., que terminó 4-4. A los 16 años y 314 días, se convirtió en el jugador más joven de la historia en disputar la Premier League con el Southampton.
El 24 de julio de 2023 el Southampton anunció que había firmado su primer contrato profesional.

## Selección nacional
Nacido en Inglaterra, es de ascendencia ghanesa. Ha representado a Inglaterra en las categorías sub-16 y sub-17. Marcó su primer gol con la selección inglesa sub-16 en la victoria por 3-2 en casa contra Bélgica sub-16 el 4 de noviembre de 2021.
El 6 de septiembre de 2023 debutó con la selección sub-18 de Inglaterra en la derrota por 2-0 ante Francia.
Fue convocado por Inglaterra para la Copa Mundial de Fútbol Sub-17 de 2023 en noviembre de 2023.

## Estilo de juego
Descrito como capaz de regatear con el balón "con fluidez", se decía que se estaba adaptando de un papel más ancho en su primer año en el Southampton a un papel más central de número 10.

## Estadísticas

### Clubes
Actualizado al último partido disputado el 29 de octubre de 2024.
| Club                         | Div.          | Temporada     | Liga  | Liga  | Liga   | Copas nacionales | Copas nacionales | Copas nacionales | Copas internacionales | Copas internacionales | Copas internacionales | Total | Total | Total  |
| Club                         | Div.          | Temporada     | Part. | Goles | Asist. | Part.            | Goles            | Asist.           | Part.                 | Goles                 | Asist.                | Part. | Goles | Asist. |
| ---------------------------- | ------------- | ------------- | ----- | ----- | ------ | ---------------- | ---------------- | ---------------- | --------------------- | --------------------- | --------------------- | ----- | ----- | ------ |
| Southampton F. C. Inglaterra | 1.ª           | 2022-23       | 1     | 0     | 0      | 0                | 0                | 0                | —                     | —                     | —                     | 1     | 0     | 0      |
| Southampton F. C. Inglaterra | 2.ª           | 2023-24       | 3     | 0     | 0      | 4                | 0                | 0                | —                     | —                     | —                     | 7     | 0     | 0      |
| Southampton F. C. Inglaterra | 1.ª           | 2024-25       | 1     | 0     | 0      | 2                | 1                | 0                | —                     | —                     | —                     | 3     | 1     | 0      |
| Southampton F. C. Inglaterra | Total club    | Total club    | 5     | 0     | 0      | 6                | 1                | 0                | 0                     | 0                     | 0                     | 11    | 1     | 0      |
| Total carrera                | Total carrera | Total carrera | 5     | 0     | 0      | 6                | 1                | 0                | 0                     | 0                     | 0                     | 11    | 1     | 0      |